# Cédric Hountondji
Pour les articles homonymes, voir Hountondji.
Cédric Hountondji, né le 19 janvier 1994 à Toulouse (Haute-Garonne), est un footballeur international béninois, jouant au poste de défenseur au Bandırmaspor (en).

## Biographie

### Enfance et débuts
Cédric Hountondji naît à Toulouse, en France, le 19 janvier 1994. Son père est originaire d'Abomey, au Bénin, et est officier dans l'armée de l'air,. Alors qu'il est âgé de trois ans, sa famille part en Guyane, et y reste jusqu'à ses six ans, rentrant alors en métropole, son père devenant alors l'un des responsables de l'ÉPIDe. Cédric Hountondji grandit alors dans le Loiret et prend sa première licence de football avec le FCM Ingré, un club de l'agglomération d'Orléans, en 2001. Il y joue durant six saisons, et y côtoie Florian Thauvin, d'un an son aîné.
Après ses débuts à Ingré, Cédric Hountondji rejoint en 2007 l'US Orléans, le principal club de l'agglomération. En parallèle, il intègre le pôle espoirs de Châteauroux, et joue avec Orléans le week-end, avec les 13 ans puis les 14 ans, où il retrouve une nouvelle fois Florian Thauvin. En 2009, Hountondji quitte le Loiret pour la Bretagne : il est recruté par le Stade rennais, dont il intègre le centre de formation.
Quelques semaines après son arrivée à Rennes, il est sélectionné avec l'équipe de France des moins de 16 ans, avec laquelle il dispute deux matchs amicaux face au pays de Galles, mais n'est plus rappelé régulièrement ensuite. Le défenseur doit en effet attendre l'année 2011 pour connaître deux nouvelles sélections, en moins de 17 puis en moins de 18 ans. En parallèle, il fait son chemin dans les équipes de jeunes du Stade rennais : le 7 mai 2011, à dix-sept ans, il connaît sa première titularisation avec la réserve du club en CFA, lors d'un match face à l'AS Cherbourg. Aligné une seule fois avec cette équipe par Laurent Huard la saison suivante, il en devient un titulaire à part entière en 2012-2013, avec dix-huit matchs disputés.
Malgré cette réussite dans le sport de haut niveau, la priorité reste, aux yeux de ses parents, sa réussite scolaire. De fait, il obtient son baccalauréat scientifique, et envisage brièvement des études de droit avant de renoncer pour se consacrer au football.

### Débuts professionnels puis prêts en Ligue 2

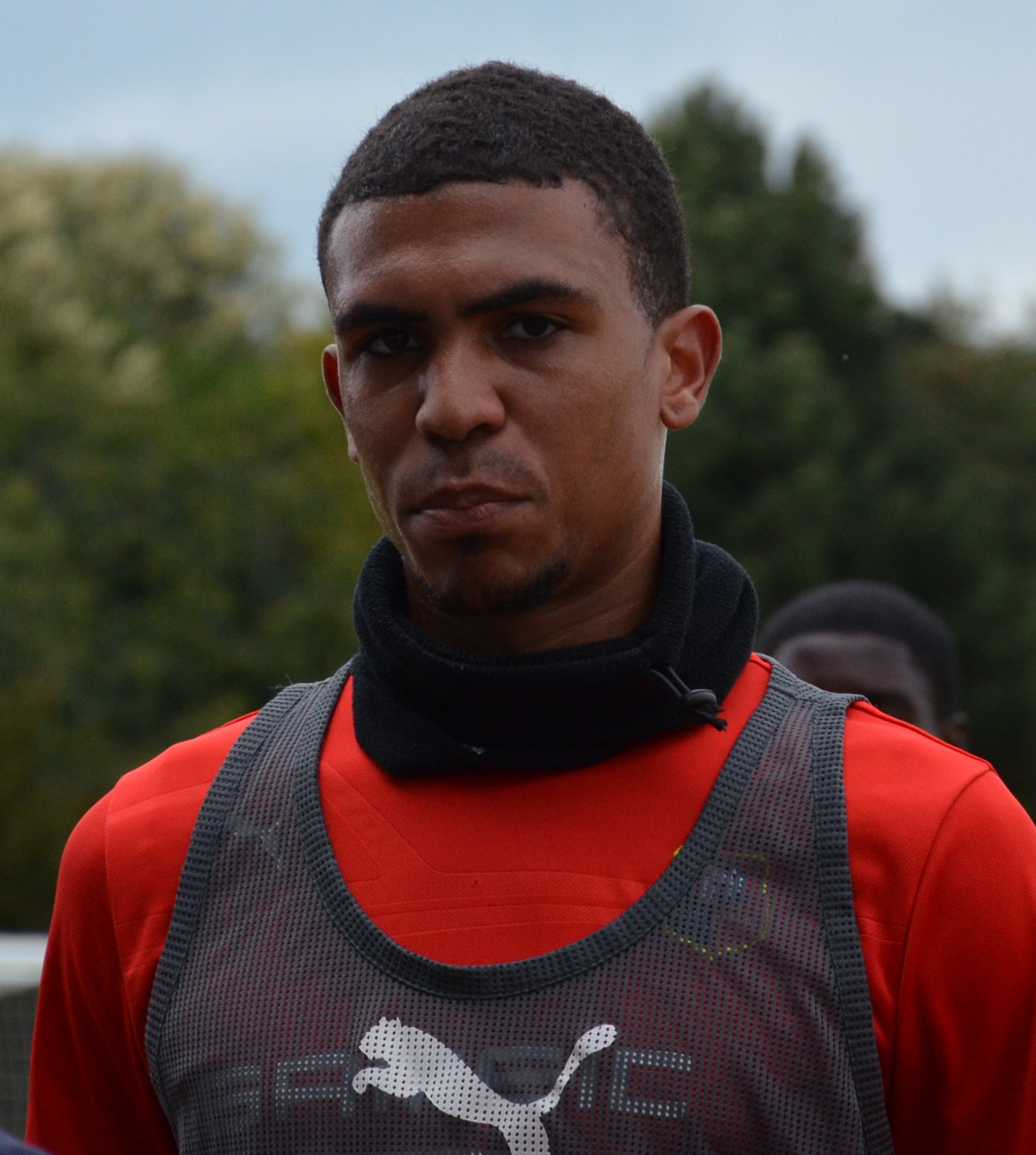
Cédric Hountondji en avril 2014.

À l'été 2013, alors que Philippe Montanier remplace Frédéric Antonetti au poste d'entraîneur de l'équipe professionnelle du Stade rennais, Cédric Hountondji réalise la préparation à la saison 2013-2014 avec les professionnels, disputant quelques matchs amicaux,,. Le 17 août 2013, profitant d'un forfait sur blessure de Jean-Armel Kana-Biyik, il fête par une titularisation ses débuts en Ligue 1, sur la pelouse du stade du Ray face à l'OGC Nice,. Par la suite, il est régulièrement aligné en défense par Philippe Montanier, ses prestations étant jugées prometteuses. Le 29 octobre 2013, lors d'un match de Coupe de la Ligue disputé contre l'AS Nancy-Lorraine, il marque son premier but en professionnel, et donne la victoire à son équipe, puis, un peu plus d'un mois plus tard, le 2 décembre 2013, il signe un premier contrat professionnel qui le lie pour trois ans avec son club formateur.
Cette exposition lui permet d'être de nouveau sélectionné en équipe de France : d'abord retenu avec les moins de 20 ans début octobre 2013, il est finalement promu chez les espoirs à la suite du forfait sur blessure de Loïck Landre, mais reste remplaçant durant les deux matchs disputés par les Bleuets. Un mois plus tard, il honore finalement sa première sélection espoirs, le 18 novembre 2013 contre les Pays-Bas, remplaçant en deuxième mi-temps Naby Sarr, lors d'un match disputé au stade Ernest-Wallon de Toulouse, sa ville natale.
Au total, il dispute vingt matchs professionnels durant sa première saison à ce niveau, dont dix-huit de Ligue 1, mais il ne participe pas à la finale de la Coupe de France, perdue par le Stade rennais face à l'En avant Guingamp. L'été suivant, le club breton enregistre plusieurs arrivées de joueurs en défense centrale, avec les transferts de Mexer, Gjoko Zajkov et Fallou Diagne. Au lendemain de l'arrivée de ce dernier, le 27 août 2014, Cédric Hountondji est prêté par son club à La Berrichonne de Châteauroux, sans option d'achat, afin de gagner en temps de jeu en Ligue 2. La saison suivante, il est de nouveau prêté par le Stade rennais, cette fois à l'AJ Auxerre, et toujours sans option d'achat.

### Nouveau départ à Ajaccio puis départ à New York
Le 21 juin 2016, il est transféré au GFC Ajaccio, avec lequel il signe un contrat de deux ans. Après une première saison réussie, il perd son statut de titulaire en 2017-2018, situation menant à une résiliation à l'amiable de son contrat le 6 janvier 2018. Néanmoins, quelques jours plus tard, le 11 janvier, il signe en faveur du New York City FC en Major League Soccer,.
Le 18 juillet 2022, il s'engage à Angers SCO pour quatre ans après avoir évolué les trois saisons précédentes au Clermont Foot 63.

### Parcours en sélection nationale
Cédric Hountondji honore sa première sélection avec le Bénin le 11 mars 2017, lors d'un match amical face à la Mauritanie défaite (2-1).

## Style de jeu
Doté d'une grande taille, Cédric Hountondji est néanmoins rapide, « ce qui est assez rare », selon son entraîneur à Rennes Philippe Montanier, mais manque parfois « d'agressivité et de détermination » à ses débuts professionnels, ainsi que l'analyse son formateur Yannick Menu. L'intéressé juge en 2014 qu'il doit « [s']améliorer dans tous les domaines, en particulier dans l'anticipation et la qualité de la relance ». Mais « il est lucide et analyse très bien ses matchs et ses erreurs », selon Montanier.

## Statistiques
| Saison                | Club                  | Championnat           | Championnat | Championnat | Coupe nationale | Coupe nationale | Coupe de la Ligue | Coupe de la Ligue | Séries | Séries | Total | Total |
| Saison                | Club                  | Division              | M.          | B.          | M.              | B.              | M.                | B.                | M.     | B.     | M.    | B.    |
| 2013-2014             | Stade rennais         | Ligue 1               | 18          | 1           | 1               | 0               | 1                 | 1                 | -      | -      | 20    | 2     |
| 2014-2015             | LB Châteauroux (prêt) | Ligue 2               | 30          | 0           | 3               | 0               | -                 | -                 | -      | -      | 33    | 0     |
| 2015-2016             | AJ Auxerre (prêt)     | Ligue 2               | 32          | 0           | -               | -               | 1                 | 0                 | -      | -      | 33    | 0     |
| 2016-2017             | GFC Ajaccio           | Ligue 2               | 33          | 2           | 1               | 0               | 1                 | 0                 | -      | -      | 35    | 2     |
| 2017-2018             | GFC Ajaccio           | Ligue 2               | 2           | 0           | -               | -               | -                 | -                 | -      | -      | 2     | 0     |
| Sous-total            | Sous-total            | Sous-total            | 35          | 2           | 1               | 0               | 1                 | 0                 | -      | -      | 37    | 2     |
| 2018                  | New York City FC      | MLS                   | 1           | 0           | 1               | 0               | -                 | -                 | 0      | 0      | 2     | 0     |
| 2018-2019             | Levski Sofia          | Prva Liga             | 5           | 0           | -               | -               | -                 | -                 | 1      | 0      | 6     | 0     |
| 2019-2020             | Clermont Foot 63      | Ligue 2               | 21          | 0           | -               | -               | 1                 | 0                 | -      | -      | 22    | 0     |
| 2020-2021             | Clermont Foot 63      | Ligue 2               | 37          | 1           | -               | -               | -                 | -                 | -      | -      | 37    | 1     |
| 2021-2022             | Clermont Foot 63      | Ligue 1               | 23          | 1           | -               | -               | -                 | -                 | -      | -      | 23    | 1     |
| Sous-total            | Sous-total            | Sous-total            | 81          | 2           | -               | -               | 1                 | 0                 | -      | -      | 82    | 2     |
| 2022-2023             | Angers SCO            | Ligue 1               | 36          | 0           | 2               | 0               | -                 | -                 | -      | -      | 38    | 0     |
| 2023-2024             | Angers SCO            | Ligue 2               | 32          | 0           | 1               | 0               | -                 | -                 | -      | -      | 33    | 0     |
| 2024-2025             | Angers SCO            | Ligue 1               | 3           | 0           | 1               | 0               | -                 | -                 | -      | -      | 4     | 0     |
| Sous-total            | Sous-total            | Sous-total            | 71          | 0           | 4               | 0               | -                 | -                 | -      | -      | 75    | 0     |
| Total sur la carrière | Total sur la carrière | Total sur la carrière | 273         | 5           | 10              | 0               | 4                 | 1                 | 1      | 0      | 288   | 6     |

## En équipe nationale
| Saison                | Sélection             | Phases finales        | Phases finales | Phases finales | Phases finales | Éliminatoires | Éliminatoires | Éliminatoires | Matchs amicaux | Matchs amicaux | Matchs amicaux | Total | Total | Total |
| Saison                | Sélection             | Compétition           | M              | B              | Pd             | M             | B             | Pd            | M              | B              | Pd             | M     | B     | Pd    |
| --------------------- | --------------------- | --------------------- | -------------- | -------------- | -------------- | ------------- | ------------- | ------------- | -------------- | -------------- | -------------- | ----- | ----- | ----- |
| 2016-2017             | Bénin                 | -                     | -              | -              | -              | 1             | 0             | 0             | 1              | 0              | 0              | 2     | 0     | 0     |
| 2017-2018             | Bénin                 | -                     | -              | -              | -              | -             | -             | -             | 4              | 0              | 0              | 4     | 0     | 0     |
| 2019-2020             | Bénin                 | -                     | -              | -              | -              | 2             | 0             | 0             | 2              | 0              | 0              | 4     | 0     | 0     |
| 2020-2021             | Bénin                 | -                     | -              | -              | -              | 3             | 0             | 0             | 1              | 0              | 0              | 4     | 0     | 0     |
| 2021-2022             | Bénin                 | -                     | -              | -              | -              | 4             | 0             | 0             | -              | -              | -              | 4     | 0     | 0     |
| 2022-2023             | Bénin                 | -                     | -              | -              | -              | 2             | 0             | 0             | -              | -              | -              | 2     | 0     | 0     |
| 2023-2024             | Bénin                 | -                     | -              | -              | -              | 5             | 0             | 0             | 4              | 2              | 0              | 9     | 2     | 0     |
| 2024-2025             | Bénin                 | -                     | -              | -              | -              | 3             | 0             | 0             | -              | -              | -              | 3     | 0     | 0     |
| Total sur la carrière | Total sur la carrière | Total sur la carrière | -              | -              | -              | 20            | 0             | 0             | 12             | 2              | 0              | 32    | 2     | 0     |

## Palmarès

### Palmarès en club
- Vice-champion de France de Ligue 2 en 2021 avec le Clermont Foot 63 et en 2024 avec l'Angers SCO.

### Distinctions personnelles
- Membre de l'équipe-type de Ligue 2 en 2021